# Episodi di Just Shoot Me! (sesta stagione)
La sesta stagione della serie televisiva Just Shoot Me! è stata trasmessa in anteprima negli Stati Uniti d'America dalla NBC tra il 27 settembre 2001 e il 2 maggio 2002.
| nº | Titolo originale                | Titolo italiano | Prima TV USA      | Prima TV Italia |
| -- | ------------------------------- | --------------- | ----------------- | --------------- |
| 1  | Finch in the Dogg House         |                 | 27 settembre 2001 |                 |
| 2  | The Two Faces of Finch (Part 1) |                 | 11 ottobre 2001   |                 |
| 3  | The Two Faces of Finch (Part 2) |                 | 18 ottobre 2001   |                 |
| 4  | Bye Bye Binnie                  |                 | 25 ottobre 2001   |                 |
| 5  | Maya Judging Amy                |                 | 1º novembre 2001  |                 |
| 6  | Finch Chasing Amy               |                 | 8 novembre 2001   |                 |
| 7  | The Impossible Dream            |                 | 15 novembre 2001  |                 |
| 8  | The Haves and the Have-Mores    |                 | 6 dicembre 2001   |                 |
| 9  | Christmas? Christmas!           |                 | 13 dicembre 2001  |                 |
| 10 | Nina Van Mom                    |                 | 10 gennaio 2002   |                 |
| 11 | Nina Van Grandma                |                 | 17 gennaio 2002   |                 |
| 12 | Liotta? Liotta!                 |                 | 31 gennaio 2002   |                 |
| 13 | About a Boy                     |                 | 7 febbraio 2002   |                 |
| 14 | Friends and Neighbors           |                 | 28 febbraio 2002  |                 |
| 15 | Blind Ambition                  |                 | 7 marzo 2002      |                 |
| 16 | A Beautiful Mind                |                 | 25 marzo 2002     |                 |
| 17 | Educating Finch                 |                 | 28 marzo 2002     |                 |
| 18 | The Book of Jack                |                 | 4 aprile 2002     |                 |
| 19 | Blush Gets Some Therapy         |                 | 11 aprile 2002    |                 |
| 20 | The Burning House               |                 | 18 aprile 2002    |                 |
| 21 | The Bad Grandma                 |                 | 25 aprile 2002    |                 |
| 22 | The Boys in the Band            |                 | 2 maggio 2002     |                 |